# Francisco Martins Ramos
Francisco Martins Ramos (Amareleja, Moura, Beja, 1943 – Évora, 2017), foi um professor e antropólogo português, destacado na Universidade de Évora onde exerceu na maioria da carreira de docente.
Começou como professor auxiliar em 1992, passando para professor agregado em 1997, professor associado em 1998, nomeado professor catedrático em 2002 e por fim feito professor emérito da Universidade de Évora em 2010.

## Formação Académica
Curso do Magistério Primário, EMPE, Évora (1961); Diplomado em Administração, ISCSP, Universidade Técnica de Lisboa (1976) e Licenciado em Ciências Etnológicas e Antropológicas, ISCSP, Universidade Técnica de Lisboa (1978). Frequentou o M.S. em Extension Education, University of Wisconsin (EUA, 1982) e realizou Provas de Aptidão Pedagógica e Capacidade Científica na Universidade de Évora em 1986. Concluiu ainda a parte curricular do Mestrado em Ecologia Humana na mesma Universidade (1988).
Em 1992 obteve o grau de Doutoramento em Antropologia (Sociologia da Cultura e da Comunicação), na Universidade de Évora, com a tese: Os Proprietários da Sombra – Vila Velha Revisitada.
Prestou provas públicas de Agregação na Universidade de Évora em 1997.

## Docência e Investigação
Foi docente do Ensino Primário (1961-1964), Secundário (1975-1977) e Superior (Universidade de Évora, desde 1980), onde percorreu todas as etapas da carreira académica, de Assistente Estagiário a Professor Catedrático.
Como investigador, privilegiou o estudo do território cultural do Alentejo, tendo realizado trabalho de campo em Vila Velha (Monsaraz). Participou em inúmeros congressos, conferências, reuniões científicas e seminários e foi autor de diversos livros e artigos, publicados em revistas e livros nacionais e internacionais da especialidade (Espanha, Estados Unidos, Índia, Itália, França, etc.)
Enquanto docente universitário, leccionou diversas disciplinas no curso de licenciatura em Sociologia na Universidade de Évora, destacando-se a Antropologia Cultural I e II e Etnossociologia Portuguesa, que assegurou durante vários anos. Leccionou também a muitos outros cursos de licenciatura e mestrado da Universidade de Évora, entre os quais Ecologia Humana, Turismo, Gestão, Economia, Cursos de Ensino, Relações Internacionais, História, O Sul Ibérico e o Mediterrâneo (História Moderna), Políticas de bem-estar em perspectiva: evolução, conceitos e actores, (Erasmus Mundus). Apresentou, com regularidade e a convite, conferências em vários cursos de doutoramento. Ao longo da sua carreira académica supervisionou os trabalhos de fim de curso, dissertações e teses de dezenas de estudantes de licenciatura, mestrado e doutoramento. Orientou 10 teses de doutoramento, das quais 5 em Sociologia e 5 em Turismo e mais de 60 dissertações de mestrado, das quais 45 em Sociologia, 10 em Turismo, 3 em Políticas de Saúde e Bem-Estar (Erasmus/Mundus), 5 em Investigação Sócio-Organizacional em Saúde e 1 em Museologia.
Concebeu os cursos de Licenciatura, Mestrado e Doutoramento em Turismo (pré-Bolonha) na Universidade de Évora e organizou o plano de estudos da Licenciatura em Turismo, Gestão Hoteleira e Animação da Universidade Metodista de Angola (2011).
Para além das actividades docentes, de investigação e de serviço à comunidade, participou em diversos órgãos da Universidade de Évora. Entre outros, foi membro do Senado, Presidente do Conselho Científico da Área Departamental de Ciências Humanas e Sociais, Presidente do Conselho de Departamento de Sociologia, Director de Curso da Licenciatura e do Mestrado em Sociologia. Foi de sua iniciativa a criação do curso de licenciatura em Turismo e Desenvolvimento na Universidade de Évora, entretanto renomeado para 1.º ciclo de estudos em Turismo.
Aposentou-se em 2009 como Professor Catedrático da Universidade de Évora, que em 2010 lhe atribuiu o título de Professor Emérito. Nesse mesmo ano foi patrono de Jorge Gaspar, na atribuição do grau de Doutoramento Honoris Causa que a Universidade de Évora lhe concedeu a 1 de Novembro de 2010.
Fora da Academia foi sócio fundador e membro dos órgãos da Associação de Defesa dos Interesses de Monsaraz (ADIM), membro fundador da Associação Internacional de Turismo Rural “Via Mediterranea” e sócio fundador e membro da Assembleia Geral da Associação para o Desenvolvimento e Turismo do Norte Alentejo (ADT/NA).
Já aposentado, continuou a participar em projectos pontuais e manteve a orientação de estudantes de doutoramento, dentro e fora da Universidade de Évora.
Em 2012 iniciou uma colaboração com a Universidade Metodista de Angola (Cacuaco), para a qual concebeu o Curso de Licenciatura (4 anos) em Turismo, Gestão Hoteleira e Animação, e onde leccionou Antropologia Cultural, Antropologia do Turismo, Turismo Ambiental e Geografia do Turismo.
Para além da escrita científica na área da Antropologia, dedica-se à ficção e poesia. Alguns dos seus poemas foram já musicados por Vitorino Salomé em "Alentejanas e Amorosas" (EMI Music, 2002). Além deste título escreveu "Mariana à Janela", "Guerrilha alentejana", "Mas que fresca mondadeira", também musicadas por Vitorino.

## Publicações
As suas obras abordam os temas clássicos da Antropologia e Etnografia, como o estudo de comunidades e a mudança sócio-cultural (e.g. 'Monsaraz', 'Barrancos', 'A Minha Aldeia','Castelo de Vide' e 'Alqueva'); a vida e as sociabilidades quotidianas (e.g. 'a taberna', 'o baile', 'a festa' e 'a sesta'); as alcunhas e a identidade cultural; a alimentação (e.g. 'a açorda' e 'o vinho'), e as actividades, artes e ofícios tradicionais (e.g. 'a caça', 'a olaria', 'o artesanato'). Dos estudos de comunidade à globalização, o olhar do Antropólogo levou-o ainda a debater questões como tradição e modernidade em contexto rural, urbano e metropolitano; identidades e tecnologia; género e poder; religião e movimentos proféticos; turismo e narrativas de viagens.
Depois de Ricos e Pobres, de José Cutileiro, Os Proprietários da Sombra contribuíram, definitivamente, para inscrever Monsaraz e o Alentejo como lugares da Antropologia Portuguesa.
Entre outras, publicou:
- (2014), O Jardineiro do Cacuaco, Temas Antropológicos, LIsboa: Colibri (Apresentado em Luanda, recensão em ETNICEX - Revista de Estudios Etnográficos (2015).

- (2012), De Monsaraz a Melbourne: Reflexões Antropológicas numa Era Global, Lisboa: Edições Colibri.
- (2010), Vinho do Alentejo – temas culturais, Lisboa: Edições Colibri.
- (2007), Os Proprietários da Sombra – Vila Velha Revisitada, 2.ª ed., Casal de Cambra: Caleidoscópio (1.ª ed. 1997, Lisboa: Universidade Aberta)
- (2006), Breviário Alentejano, Casal de Cambra: Caleidoscópio.
- (2004), Etnografia Geral Portuguesa, Lisboa: Universidade Aberta
- (2002), Tratado das Alcunhas Alentejanas, Lisboa: Edições Colibri (co-autoria com Carlos Alberto da Silva)
- (1996), Textos Antropológicos, Monsaraz: ADIM.

## Homenagens (Académicas)
Em 12 de Abril de 2018 o Departamento de Sociologia da Universidade de Évora dedicou-lhe a iniciativa “À Mesa da Sociologia”. Sob o tema "Etnografias a Sul", a primeira sessão de "À Mesa da Sociologia" 2018 contou com a colaboração, enquanto oradores convidados, de Silvério da Rocha e Cunha, Director da Escola de Ciências Sociais da Universidade de Évora, Denise Lawrence, Professor Emerita, Department of Architecture, California State Polytechnic University, Pomona e Brian Juan O'Neill, Professor Catedrático, Departamento de Antropologia do ISCTE-IUL.
Em 2010 foi-lhe atribuído o título de Professor Emérito pela Universidade de Évora.

## Ligações Externas
- Departamento de Sociologia da Universidade de Évora
- Núcleo de Investigação em Ciência Política e Relações Internacionais, da Universidade de Évora (NICPRI-UE)
- ADIM - Associação de Defesa dos Interesses de Monsaraz
- “De Monsaraz a Melbourne” lançado em Évora,UELine - Jornal Online da Universidade de Évora (25.05.2012)